# Daniel Aguirre
Daniel Aguirre (Redwood City, 28 luglio 1999) è un calciatore statunitense, centrocampista del Guadalajara.

## Carriera
Durante la sua permanenza all'Università della California - Berkeley ha giocato presso la squadra locale, i Riverside Highlanders dove ha realizzato 8 gol e fornito 7 assist in 47 incontri dal 2017 al 2020. Nel 2019 ha giocato anche alcuni incontri con i Golden State Force in USL League Two.
Il 7 aprile 2021 ha firmato con il Ventura County. Ha debuttato il 30 dello stesso mese contro il Sacramento Republic ed una settimana più tardi ha realizzato la sua prima rete nel 5-0 contro il Las Vegas Lights. Il 7 luglio 2021 ha firmato un contratto annuale con il LA Galaxy ed ha debuttato il giorno successivo entrando in campo negli ultimi minuti di gioco contro il FC Dallas in MLS. Al termine della stagione il club ha esercitato l'opzione di rinnovo automatica per le successive tre stagioni. Il 29 agosto 2022 ha realizzato la sua prima rete in MLS nel 2-1. contro il N.E. Revolution.

## Statistiche

### Presenze e reti nei club
Statistiche aggiornate al 7 luglio 2023.
| Stagione            | Squadra             | Campionato          | Campionato | Campionato | Coppe nazionali | Coppe nazionali | Coppe nazionali | Coppe continentali | Coppe continentali | Coppe continentali | Altre coppe | Altre coppe | Altre coppe | Totale | Totale |
| Stagione            | Squadra             | Comp                | Pres       | Reti       | Comp            | Pres            | Reti            | Comp               | Pres               | Reti               | Comp        | Pres        | Reti        | Pres   | Reti   |
| ------------------- | ------------------- | ------------------- | ---------- | ---------- | --------------- | --------------- | --------------- | ------------------ | ------------------ | ------------------ | ----------- | ----------- | ----------- | ------ | ------ |
| 2019                | Golden State Force  | ULS2                | 5+3        | 1+1        |                 | -               | -               |                    | -                  | -                  |             | -           | -           | 8      | 2      |
| 2021                | Ventura County      | USLC                | 28         | 3          |                 | -               | -               |                    | -                  | -                  |             | -           | -           | 28     | 3      |
| 2022                | Ventura County      | USLC                | 7          | 0          |                 | -               | -               |                    | -                  | -                  |             | -           | -           | 7      | 0      |
| Totale LA Galaxy II | Totale LA Galaxy II | Totale LA Galaxy II | 35         | 3          |                 | -               | -               |                    | -                  | -                  |             | -           | -           | 35     | 3      |
| 2021                | LA Galaxy           | MLS                 | 5          | 0          |                 | -               | -               |                    | -                  | -                  |             | -           | -           | 5      | 0      |
| 2022                | LA Galaxy           | MLS                 | 11         | 1          | USOC            | 4               | 0               |                    | -                  | -                  |             | -           | -           | 15     | 1      |
| 2023                | LA Galaxy           | MLS                 | 15         | 1          | USOC            | 3               | 0               |                    | -                  | -                  |             | -           | -           | 18     | 1      |
| Totale LA Galaxy    | Totale LA Galaxy    | Totale LA Galaxy    | 31         | 2          |                 | 7               | 0               |                    | -                  | -                  |             | -           | -           | 38     | 2      |
| Totale carriera     | Totale carriera     | Totale carriera     | 74         | 7          |                 | 7               | 0               |                    | -                  | -                  |             | -           | -           | 81     | 7      |